# Orak
Orak (Engels: Orak Islet) is een klein onbewoond eiland in het zuiden van het atol Kayangel, dat op zijn beurt deel uitmaakt van de gelijknamige staat in het uiterste noorden van de Micronesische eilandrepubliek Palau. Orak is het kleinste en zuidelijkste eiland van het atol.
Het dicht beboste eiland heeft een oppervlakte van 1,5 hectare en ligt 290 meter ten zuidwesten van het eveneens onbewoonde Ngerebelas. Kayangel, het grootste en enige bewoonde eiland in het atol, ligt 4,1 kilometer van Orak verwijderd. Bij laagwater is het mogelijk al wadend de overige eilanden te bereiken.

Kayangel · Ngerebelas · Ngeriungs · Orak